# Франки Гоус Ту Холиуд
„Франки Гоус Ту Холиуд“ (на английски: Frankie Goes to Hollywood), съкратено ФГТХ, е британска денс-поп група от средата на 1980-те години.
Основана е в Ливърпул и се предвожда от Холи Джонсън (вокали), подкрепян от Пол Рътърфорд (вокали, кийборд), Питър Джил (барабани, перкусии), Марк О'Тул (бас китара) и Браян Наш (китара).
Дебютният сингъл Relax на групата е забранен за излъчване по BBC през 1984 г., когато е под номер 6 в класациите, а след това оглавява британската класация за сингли 5 поредни седмици. Песента претърпява целогодишен успех по тези класации и в крайна сметка се оказва 7-ия най-продаван британски сингъл на всички времена по данни от 2006 г. След следващия успех на Two Tribes и The Power of Love ФГТХ става втората група, която успява да постигне № 1 с първите си 3 сингъла след „Джери Енд Дъ Пейсмейкърс“ през 1964 г.